# Романов, Николай Ильич
Никола́й Ильи́ч Рома́нов (15 [27] июля 1867, Москва — 17 июня 1948, там же) — российский и советский искусствовед, доктор искусствоведения, профессор (1912), директор Государственного музея изящных искусств (1923—1928, ныне — ГМИИ имени А. С. Пушкина), заслуженный деятель искусств, автор многих книг по истории западноевропейского и русского искусства.

## Биография
Николай Романов родился 15 (27) июля 1867 года в Москве, происходил из дворянского рода. В 1889 году окончил историко-филологический факультет Московского университета.
С 1900 года Николай Романов преподавал в Московском университете. Он работал на кафедре истории и теории искусств, которой в то время руководил Иван Цветаев. Изначально кафедра была частью классического отделения историко-филологического факультета, а в 1907 году, при активном участии Романова, она была преобразована в самостоятельное отделение истории и теории искусств того же факультета. В 1912 году Романов получил звание профессора Московского университета. Кроме этого, с 1901 года он параллельно читал лекции по истории искусства на Московских высших женских курсах, а с 1907 года — в только что организованном Московском археологическом институте.
18 мая 1910 года Николай Романов был назначен хранителем Отделения изящных искусств и классических древностей Румянцевского музея, принимал участие в организации нового помещения для картинной галереи и гравюрного кабинета. В этой должности Романов проработал до 1923 года.
С 1917 года продолжил свою работу в Московском университете, был профессором кафедры теории и истории искусств, которая до 1921 года оставалась частью историко-филологического факультета, а затем (в 1921—1925 годах) — факультета общественных наук (1921—1925).
В ноябре 1917 года совместно с И. Э. Грабарем, Н. П. Чулковым, А. М. Эфросом и Г. В. Сергиевским возглавил Объединённый комитет по охране собраний и памятников искусства и старины.
В 1923 году Николай Романов был назначен директором Государственного музея изящных искусств (ныне — ГМИИ имени А. С. Пушкина), куда вскоре была переведена значительная часть экспонатов расформированного Румянцевского музея. Он активно участвовал в создании картинной галереи ГМИИ. Романов проработал директором ГМИИ до 1928 года.
В последующие годы Николай Романов продолжал преподавательскую деятельность: в 1938—1941 годах он преподавал в Московском институте философии, литературы и истории, а в 1941—1948 годах работал на кафедре общего искусствознания филологического факультета МГУ. В 1945 году ему было присвоено звание заслуженного деятеля науки РСФСР.
В числе его наиболее известных учеников: Б. Р. Виппер, М. В. Алпатов, Н. И. Брунов, Г. В. Жидков, В. Н. Лазарев, Д. С. Недович, А. А. Сидоров, М. И. Фабрикант, В. А. Фаворский, В. М. Полевой, И. А. Антонова, Е. И. Ротенберг, М. З. Холодовская, О. Д. Никитюк и другие.
Похоронен на Донском кладбище.

## Семья
- Сын — Борис Николаевич Романов, физик-ядерщик, работал с академиком И. В. Курчатовым.
  - Внучка — Елена Борисовна Романова, художник-монументалист, Заслуженный художник РСФСР[9].

## Награды
- орден Ленина (10.06.1945)

## Сочинения Н. И. Романова
- Рембрандт, Москва, 1904
- А. А. Иванов и значение его творчества, Москва, 1907
- История итальянского искусства (первая половина XV века), Москва, 1909
- Музей изящных искусств в Москве, Москва, 1909
- Введение в теорию искусства, Москва, 1915 (второе издание — Москва, 1917)
- Местные музеи и как их устраивать, Москва, 1919
- Произведения Рафаэля в России, Москва, 1922
- Искусство Бельгии. Сокровища живописи, Москва, 1923
- Рафаэль, Москва—Ленинград, 1946